# Окупаційна рейхсмарка
Окупаційна рейхсмарка (нім. Reichsmark) — квитки й монети Імперських кредитних кас (нім. Reichskreditkassen), що випускалися Третім Рейхом для окупованих територій у 1940—1945 роках.

## Історія
3 травня 1940 року прийнятий закон про заснування імперських кредитних кас, які перебували в підпорядкуванні Рейхсбанку, де для керівництва ними було створено Головне управління імперських кредитних кас. 15 травня 1940 року закон був доповнений урядовим розпорядженням. Головним управлінням керувала адміністративна рада (у складі представників міністерства господарства, міністерства фінансів, верховного командування збройних сил та ін.), Головою якого був директор Рейхсбанку. До компетенції ради входило управління кредитно-грошовими системами окупованих територій і ведення переговорів з емісійними банками окупованих і союзних країн.
Кредитні каси були відкриті в Польщі, Бельгії, Нідерландах, Югославії, Люксембурзі, Франції і в ін. окупованих країнах. У кінці 1942 року в країнах Європи налічувалося 52 каси: 11 — у Франції, 5 — у Бельгії, 1 — в Нідерландах, 1 — у Польщі, 2 — в Югославії, 2 — в Греції, 30 — на окупованій території СРСР.
На Головне управління імперських кредитних кас було покладено випуск і постачання квитками в окупаційних рейхсмарках єдиного зразка всіх кредитних кас, організованих на територіях окупованих країн. Випускалися квитки номіналом від 50 райхспфенігів до 50 рейхсмарок, а також монети в 5 і 10 райхспфенігів. Було оголошено про гарантоване забезпечення квитків позичкових кас. Таким забезпеченням служили чеки, векселі, валюта Рейху, іноземна валюта, казначейські зобов'язання, а також товарні та цінні папери, під які каси могли видавати позики. Реально далі забезпечення військових марок фіктивними зобов'язаннями казначейства справа не дійшла. Військові марки кредитних кас були законним платіжним засобом на території всіх окупованих країн або обмінювалися в місцевих банках та відділеннях кредитних кас на внутрішню валюту за фіксованим курсом.
У більшості окупованих країн за національною валютою була збережена платіжна сила. Курс військової марки по відношенню до місцевої валюти завжди встановлювався окупантами на рівні, який значно перевищував паритет купівельної сили зіставленої валюти: офіційний курс військової марки в грудні 1941 року = 20 французьких франків = 2,50 бельгійського франка = 1,67 норвезької крони = 0,75 нідерландського гульдена = 2 данських крони = 20 сербських динарів = 60 грецьких драхм. Фактично квитки імперських кредитних кас у відомому сенсі стали міжнародною валютою.
Купівельна сила окупаційної рейхсмарки як на ринку, контрольованому окупантами, так і на чорному ринку була різною залежно від місцевих умов. У Франції, наприклад, вона була вищою, ніж у Бельгії, в Бельгії вище, ніж в Югославії. Як правило, знецінення військової валюти збільшувалася в напрямку із заходу на схід, що пояснювалося стосовно до кожної країни відмінністю в ступені і методах пограбування окупованих країн, у розмірах емісії місцевих та військових грошей.
Велика відмінність купівельної сили військової марки в окремих окупованих країнах викликало жваву спекуляцію. Операціями з окупаційними марками займалися військовослужбовці німецької армії, чиновники окупаційної влади, торговці, французькі партизани, британська розвідка та ін.
Оскільки спекуляція військовими марками підривала моральний стан армії і посилювала корупцію серед адміністративних властей, німецький уряд 9 листопада 1942 року видав розпорядження про покарання за привласнення, передачу за винагороду і незаконний вивіз військових грошей з однієї країни в іншу. Поступово в міру створення місцевих емісійних систем випуск військових марок припинявся, німецькі військові власті переходили до фінансування своїх витрат за рахунок місцевої валюти, одержуваної ними в основному під виглядом відшкодування окупаційних витрат. Вилучення окупаційних марок не оформлялося законодавчими актами.
Окупаційні марки вилучалися з обігу шляхом обміну на національні валюти з примусовим курсом. У Франції, Бельгії та Нідерландах кошти, витрачені емісійними банками на викуп окупаційних марок, були включені в «вартість окупації», а в Данії і Норвегії — в «кредит», наданий емісійними банками уряду Німеччини.
Вилучення відбувалося без широкого розголосу. Іноді виникали ускладнення. Так, в Бельгії був встановлений занадто короткий термін обміну. У результаті окупаційна рейхсмарка сильно знецінилася відносно бельгійського франка. Це призвело до посилення спекуляції та вивезення марок у Францію, де зберігався вільний розмін. Довелося видати розпорядження про безперешкодний обмін марок на бельгійський франк протягом усього періоду війни. Окупаційна марка навіть у тих країнах, де їх випуск був припинений, залишалася законним платіжним засобом.
Точних даних про емісію військових марок і розподілі їх по країнах немає. За даними зведеного балансу імперських кредитних кас до кінця 1943 року емісія склала 7122 млн окупаційних марок. Відомостей про суму емісії після 1 січня 1944 немає.

## Банкноти
Випускалися банкноти єдиного для всіх окупованих територій зразка в 50 райхспфеніг, 1, 2, 5, 20, 50 марок.
| Зображення | Номінал                          | Розміри (мм) | Основний колір     | Опис                                                                  | Опис                  | Опис | Дата випуску в обіг                           |
| Зображення | Номінал                          | Розміри (мм) | Основний колір     | Лицьова сторона                                                       | Зворотний бік         | водяний знак | Дата випуску в обіг                           |
| ---------- | -------------------------------- | ------------ | ------------------ | --------------------------------------------------------------------- | --------------------- | --- | --------------------------------------------- |
|            | 50 райхспфенігів                 | немає даних  | немає даних        | немає даних                                                           | немає даних           | немає даних | немає даних                                   |
|            | 1 рейхсмарка                     | немає даних  | немає даних        | немає даних                                                           | немає даних           | немає даних | немає даних                                   |
|            | 2 рейхсмарки                     | немає даних  | немає даних        | немає даних                                                           | немає даних           | немає даних | немає даних                                   |
|            | 5 рейхсмарок                     | 124×71 мм    | сіро-синій         | немає даних                                                           | немає даних           | на просвіт вся банкнота в косу клітку з кроком в 12 мм. У кожній клітині, білий значок схожий на букву «Ф», в різних положеннях. | не знайдено (не вказаний). Імовірно 1942 рік. |
|            | 20 рейхсмарок                    | 155×80 мм    | Червоно-коричневий | Альбрехт Дюрер. Портрет архітектора (з з ескізу пензлем і пером 1506) | Бранденбурзькі ворота | немає даних | 1940                                          |
|            | 50 рейхсмарок </ big> </ center> | немає даних  | немає даних        | немає даних                                                           | Замок Марієнбург      | немає даних | немає даних                                   |

## Монети
У 1940 і 1941 роках карбувалися монети в 5 і 10 райхспфенігів .
| Аверс | Реверс | Номінал        | Діаметр | Вага | Гурт | Метал | Роки карбування | Загальний тираж | Позначення монетних дворів |
| ----- | ------ | -------------- | ------- | ---- | ---- | ----- | --------------- | --------------- | -------------------------- |
|       |        | 5 Рейхспфеніг  |         |      |      | Цинк  | 1940-1941       |                 | A, B, D, E, F, G, J        |
|       |        | 10 Рейхспфеніг |         |      |      | Цинк  | 1940-1941       |                 | A, B, D, E, F, G, J        |